# Enno Burmeister
Enno Burmeister (* 5. März 1929 in Norden; † 23. Dezember 2017 in München) war ein deutscher Architekt, Denkmalpfleger und Hochschullehrer. Er galt als Kapazität für die Architektur Münchens und seine Geschichte.

## Leben
Enno Burmeister, Sohn von Eduard und Mathilde Burmeister, studierte Architektur in Braunschweig und München. Ab 1958 war er als freischaffender Architekt tätig. 1961 wurde er mit der Arbeit Möglichkeiten und Grenzen der Raumbühne  an der Technischen Universität München zum Dr.-Ing. promoviert. Von 1969 bis 1973 studierte er Kunstgeschichte mit den Nebenfächern klassische Archäologie und Theaterwissenschaften. 1977 wurde er mit der Arbeit Die Schlösser des altbayerischen Landadels : Typologie nach den Kupferstichen Michael Wenings Anfang des 18. Jahrhunderts an der Ludwig-Maximilians-Universität München zum Dr. phil. promoviert.
Burmeister war seit 1967 Lehrbeauftragter für Kunstgeschichte und seit 1971 Professor für Architekturgeschichte und Denkmalpflege an der Fachhochschule München und zudem Lehrbeauftragter am Institut für Theaterwissenschaft der LMU in München. Als Nachfolger von Alexander von Branca war er von 1988 bis 2000 Stadtheimatpfleger in München. Er war Sachverständiger für die Restaurierung und Sanierung von historischen Bauwerken in München.
Er war langjähriger Vorsitzender des Kulturbaufonds der Stadt München, der sich für den Erhalt von Münchner Kulturdenkmälern wie dem Pelkovenschlössl oder der Salvatorkirche einsetzte.
Er war Mitglied im Bund Deutscher Architekten. Er engagierte sich im Freundeskreis für das oberbayerische Freilichtmuseum Glentleiten sowie Bauernhausmuseum Amerang und war unter anderem deren Vorsitzender von 1982 bis 2002. Von 2006 bis 2012 stand er als Nachfolger von Albert Scharf dem Bayerischen Club vor.

## Ehrungen und Auszeichnungen
- Bezirksmedaille Oberbayern für sein Engagement in der Denkmalpflege (1990)
- Ehrenmitglied des Freundeskreises Freilichtmuseum Südbayern (2002)